# ریشه (زبان‌شناسی)
ریشه پایه ای ترین واحد لغوی یک کلمه یا یک خانواده است (ریشه را اساس واژگان نیز می‌نامند) که مهم‌ترین بعد درونمایه معنایی را حمل می‌کند و نمی‌تواند به اجزای کوچک‌تر تقسیم شود. تقریباً همه زبان‌ها دارای کلمات گنجایشی هستند و ممکن است تنها از تکواژهای ریشه مرکب شوند. اگرچه گاهی عبارت ریشه برای توصیف کلمه منهای پایان صرفی ان اما با پایان لغوی ان در محل استفاده می‌شود. برای مثال: chatters ریشه صرفی دارد یا اصل آن که chatter است اما ریشه لغوی ان chat می‌باشد. ریشه‌های صرفی اغلب stems (ریشه) نامیده می‌شوند و یک ریشه، در مفهوم صریح ممکن است یک stem تکواژکی فرض شود.
یک تعریف متداول به ریشه اجازه می‌دهد که یا تکواژ آزاد با شد یا تکواژ اشتقاقی. تکواژهای ریشه برای پیوستگی و مرکب بودن ضروری‌اند. اگرچه در زبان‌های پلی‌سنتتیک در سطح بالایی از ریخت‌شناسی، عبارت ریشه به‌طور کلی مترادف تکواژ آزاد است. بسیاری از این زبان‌ها شمار محدود شده‌ای از این تکواژها دارند که می‌توانند به تنهایی به عنوان یک کلمه واقع شوند، مثلاً:، yup'ikبیش از دو هزار کلمه ندارد.
ریشه یک کلمه واحدی از معناست (تکواژ) یعنی یک انتزاع است، گرچه معمولاً می‌تواند در نوشته مانند یک کلمه نشان داده شود. برای مثال: می‌توان گفت که ریشه فعل انگلیسی running و run است یا ریشه صفت عالی اسپانیایی amplisimo, ampl است، زیرا این کلمات به‌طور واضح از شکل‌های ریشه به وسیلهٔ پسوندهای ساده اشتقاق یافته‌اند که در هیچ صورت ریشه را تغییر نمی‌دهند. به ویژه انگلیسی، صرف فعل اندکی دارد، از این رو تمایلی برای داشتن کلماتی که با ریشه‌شان برابر است وجود دارد. اما صرف پیچیده‌تر به خوبی مراحل دیگر می‌تواند ریشه را مبهم کند، مثلاً: ریشه mice, mouse است (یک کلمه معتبر)، و ریشه intrupt، به‌طور قابل بحثی rupt می‌باشد، کلمه‌ای که در انگلیسی نیست و تنها در شکل‌های اشتقاقی ظاهر می‌شود (مانند: disrupt, corrupt, rupture و غیره). ریشه rupt طوری نوشته شده‌است، انگار که یک کلمه بوده‌است اما این‌طور نیست.
این فرق بین کلمه به عنوان یک واحد گفتاری و ریشه به عنوان یک واحد معنایی در مورد زبان‌ها بسیار مهم است، جایی که ریشه‌ها شکل‌های بسیار متفاوتی دارند و در کلمات دقیقی استفاده می‌شوند، همین‌طور در مورد زبان‌های سمتیک. در این‌ها ریشه‌ها تنها به وسیلهٔ حروف بی صدا شکل گرفته‌اند و کلمات متفاوت (مربوط به نقش‌های متفاوت) از ریشه یکسانی به وسیله حروف صدا دار مندرج مشتق شده‌اند؛ مثلاً: در زبان عبری، ریشه gdl، معنی بزرگی را نشان می‌دهد و از ان ما gadol و gdola را داریم (شکل مذکر و مؤنث «بزرگ»)، gadal «او بالغ شد»، higdil «او بزرگ کرد» و magdelet «درشت نما» و همراه با کلمات بسیار دیگری مانند: godel «اندازه» و migdal «برج».